# 西平站 (东莞市)
西平站位於中华人民共和国广东省东莞市南城街道西平路与东莞大道交叉路口，鄰近东莞轨道交通總部大樓，于2016年5月27日启用。

## 車站構造
| 地面 |                              |
|      | 出入口、東莞軌道交通總部大樓 |

| 地下一層（B1） | 車站大廳                                         | 客服中心、自動售票機、往广惠城际西平西站站厅，往東莞軌道交通總部大樓下沉廣場出口 |
| 地下二層（B2） |                                                  | █ 2号线 往東莞火車站方向（鸿福路）                                               |
| 地下二層（B2） | 島式月台，左側開門，预留通往西平西站月台的换乘口 |                                                                                  |
| 地下二層（B2） | █ 2号线 往虎門火車站方向（蛤地）                 |                                                                                  |

## 車站出入口
地铁西平站设有三个出入口供乘客进出。这些出入口开通时获编为A、B、C口，但亦与紧邻本站的城际西平西站A、B、C出入口混淆；2025年1月20日起，本站出入口编号相应变更为D、E、F口。
| 編號     | 照片 | 目的地                         |
| -------- | ---- | ------------------------------ |
| D（原A） |      | 東莞軌道大廈                   |
| E（原B） |      | 西平二路                       |
| F（原C） |      | 新中銀·金色華庭、金地·格林小城 |

## 车站周边

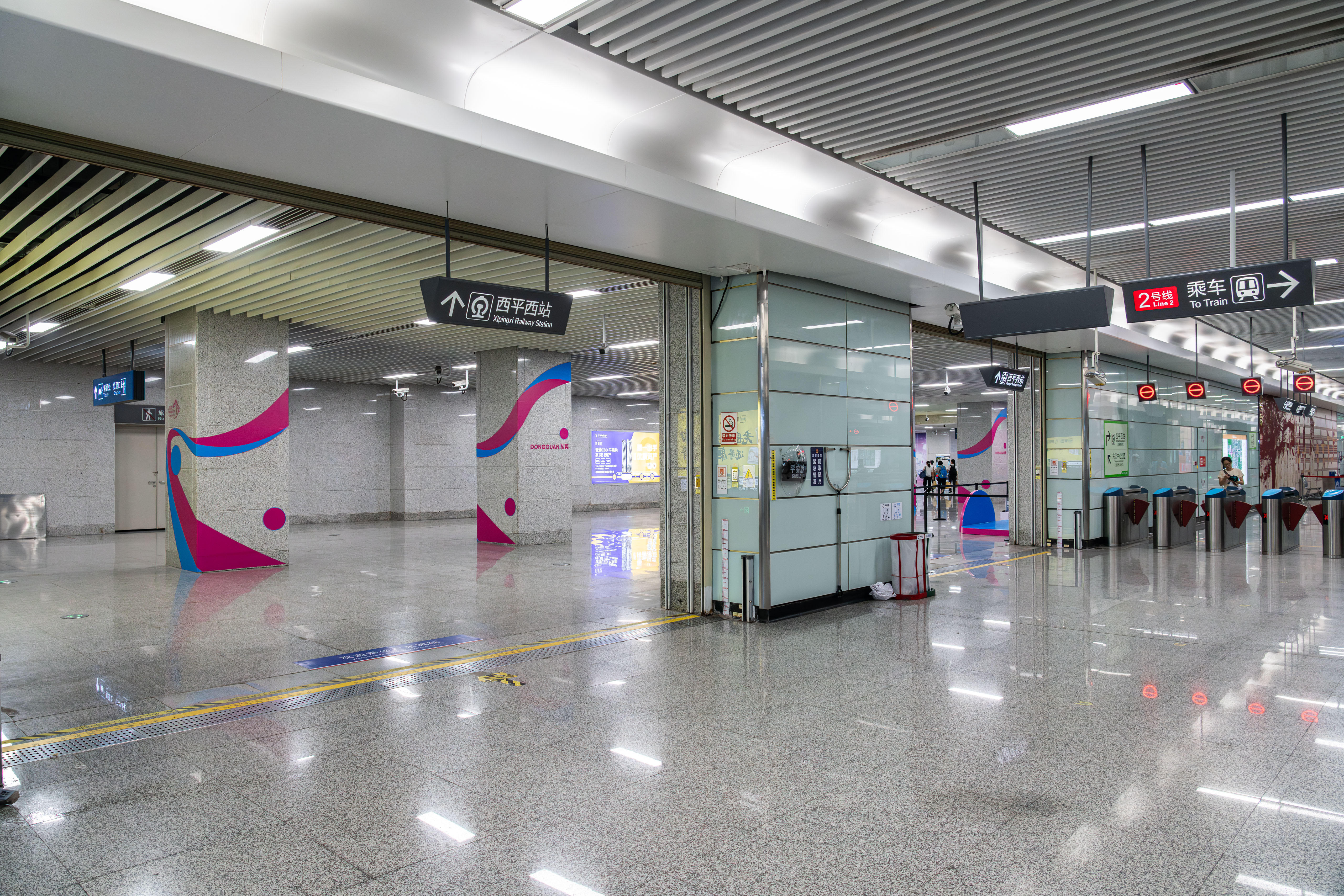
与广惠城际西平西站换乘接口

- 西平西站